# Kolej TV
Kolej TV – polski program informacyjny o rynku kolejowym, emitujący raz w tygodniu dziesięciominutowy materiał o tematyce kolejowej. Właścicielem domeny kolejtv.pl jest spółka PKP. Do drugiego odcinka w 2012 roku prezenterką programu Kolej TV była dziennikarka Polskiego Radia i TVP, Dagmara Kowalska. Została ona zastąpiona przez Annę Wojtkowiak. Ostatnią prezenterką była Karolina Jakobsche z Telewizji Polskiej. 
Program Kolej TV powstał w 2009 i od tego roku emitował w każdą środę przekaz strumieniowy dostępny poprzez serwis internetowy YouTube lub ze strony domowej telewizji – kolejtv.pl. Dodatkowo od 2011 program był nadawany w poniedziałki na kanale telewizyjnym TVP Warszawa. Ostatni odcinek został opublikowany 30 września 2013. Strona kolejtv.pl jest nieaktywna, natomiast wszystkie odcinki dostępne są w ramach kanału "KolejTV1" w serwisie YouTube.